# برایم سخته (آلبوم)
صعب علیا نام یکی از آلبوم‌های کاظم الساهر، خواننده، شاعر و آهنگساز عراقی است. این آلبوم که مشتمل بر ۷ آهنگ می‌باشد در سال ۱۹۹۶ میلادی و توسط شرکت فنون الجزیرة منتشر شد.

## آهنگ‌ها
- الحلوه - ۵:۵۲
- بقایا إنسان - ۳:۲۳
- دقت الساعه للسفر - ۵:۵۸
- صعب علیا - ۳:۵۴
- صعب علیا اودعک - ۶:۴۴
- ضریبة عشرتی - ۷:۵۶
- یاعودی - ۳:۳۷